# Fosfuro de zinc
El fosfuro de zinc (Zn3P2) es un compuesto químico inorgánico. Es un sólido de color gris, aunque las muestras comerciales suelen ser oscuras o incluso negras. Se utiliza como rodenticida. El Zn3P2 es un semiconductor II-V con una brecha de banda directa de 1,5 eV y puede tener aplicaciones en células fotovoltaicas. Existe un segundo compuesto en el sistema zinc-fósforo: el difosfuro de zinc (ZnP2).

## Síntesis y reacciones
El fosfuro de zinc se puede preparar mediante la reacción de zinc con fósforo; sin embargo, para aplicaciones críticas, puede ser necesario un procesamiento adicional para eliminar los compuestos de arsénico. 
6 Zn  +   P4   →  2 Zn3P2
Otro método de preparación incluye la reacción de tri-n-octilfosfina con dimetilzinc.
El fosfuro de zinc reacciona con el agua para producir fosfina altamente tóxica (PH3) e hidróxido de zinc (Zn(OH)2):
Zn3P2  +  6 H2O   →   2 PH3  +  3 Zn(OH)2

## Estructura
El Zn3P2 tiene una forma tetragonal a temperatura ambiente que se convierte en cúbica alrededor de los 845 °C. En la forma a temperatura ambiente hay átomos de P discretos, los átomos de zinc están coordinados tetraédricamente y los de fósforo, seis, con átomos de zinc en seis de los vértices de un cubo distorsionado. 
La estructura cristalina del fosfuro de zinc es muy similar a la del arseniuro de cadmio (Cd3As2), el arseniuro de zinc ( Zn3As2) y el  fosfuro de cadmio (Cd3P2). Estos compuestos del sistema cuaternario Zn-Cd-P-As exhiben una solución sólida completamente continua.

## Aplicaciones

### Fotovoltaica
El fosfuro de zinc es un candidato ideal para las aplicaciones fotovoltaicas de capa fina, ya que presenta una fuerte absorción óptica y una brecha de banda casi ideal (1,5 eV). Además, tanto el zinc como el fósforo se encuentran en abundancia en la corteza terrestre, por lo que el coste de extracción del material es bajo en comparación con el de otros materiales fotovoltaicos de película fina. Además, tanto el zinc como el fósforo no son tóxicos, a diferencia de otros materiales fotovoltaicos comerciales de película fina, como el teluro de cadmio.
Los investigadores de la Universidad de Alberta fueron los primeros en sintetizar con éxito fosfuro de zinc coloidal. Anteriormente, los investigadores habían logrado crear células solares eficientes a partir de fosfuro de zinc en grano, pero su fabricación requería temperaturas superiores a 850 °C o complicados métodos de deposición al vacío. En cambio, las nanopartículas de fosfuro de zinc coloidal, contenidas en una «tinta» de fosfuro de zinc, permiten una producción a gran escala barata y sencilla, mediante el recubrimiento de moldes de ranura o por pulverización.
Las pruebas y el desarrollo de estas películas finas de fosfuro de zinc se encuentran aún en una fase inicial, pero los primeros resultados han sido positivos. Los prototipos de dispositivos de heterounión fabricados con tinta de nanopartículas de fosfuro de zinc mostraron una relación de rectificación de 600 y una fotosensibilidad con una relación de encendido/apagado cercana a 100, lo que las convierte en una opción idónea para las células solares.  Todavía es necesario optimizar la formación de la tinta de nanopartículas y la arquitectura de los dispositivos antes de que sea posible su comercialización, pero las células solares comerciales de fosfuro de zinc pulverizado podrían estar disponibles en diez años. 

### Control de plagas

#### Rodenticida
Los fosfuros metálicos se han utilizado como raticidas. Se deja una mezcla de alimento y fosfuro de zinc en un lugar donde los roedores puedan comerlo. El ácido del sistema digestivo del roedor reacciona con el fosfuro para generar gas fosfina tóxico. Este método de control de plagas tiene un posible uso en lugares donde los roedores son inmunes a otros venenos comunes. Otros pesticidas similares al fosfuro de zinc son el fosfuro de aluminio y el fosfuro de calcio.
Zn3P2 + 6H+ → 3Zn++ + PH3  ↑ 
El fosfuro de cinc se suele añadir a los cebos para roedores en una proporción que oscila entre el 0,75 y el 2 %. Estos cebos desprenden un fuerte y penetrante olor a ajo característico de la fosfina liberada por hidrólisis. El olor atrae a los roedores, pero tiene un efecto repulsivo sobre otros animales; sin embargo, las aves, especialmente los pavos salvajes, no son sensibles a él. Los cebos deben contener una cantidad suficiente de fosfuro de cinc en un alimento suficientemente atractivo para matar a los roedores con una sola ración; una dosis subletal puede provocar que los roedores supervivientes rechacen los cebos de fosfuro de cinc que encuentren en el futuro.
El fosfuro de zinc de grado rodenticida generalmente viene como un polvo negro que contiene 75% de fosfuro de zinc y 25% de tartrato de antimonio y potasio, un emético que provoca vómitos si el material es ingerido accidentalmente por humanos o animales domésticos. Sin embargo, sigue siendo eficaz contra ratas, ratones, cobayas y conejos, ninguno de los cuales tiene reflejo de vómito. 

#### Control de plagas en Nueva Zelanda
La Autoridad de Protección del Medio Ambiente de Nueva Zelanda ha aprobado la importación y fabricación de fosfuro de zinc microencapsulado (pasta MZP) para el control terrestre de zarigüeyas. La solicitud ha sido presentada por Pest Tech Limited, con el apoyo de Connovation Ltd, la Universidad de Lincoln y la Junta de Sanidad Animal. Se utilizará como veneno adicional para vertebrados en situaciones específicas. A diferencia del veneno 1080, no se puede utilizar para aplicaciones aéreas. 

## Seguridad
El fosfuro de zinc es altamente tóxico, especialmente cuando se ingiere o se inhala. La razón de su toxicidad es la liberación de compuestos de fósforo, generalmente fosfina, cuando reacciona con agua y ácidos. La fosfina es muy tóxica y, con trazas de P2H4, pirofórica . La fosfina también es más densa que el aire y puede permanecer cerca del suelo sin ventilación suficiente.